# Grand Prix automobile de Belgique 1992
GP précédent GP suivant
Le Grand Prix automobile de Belgique 1992 (Belgian Grand Prix), disputé sur le circuit de Spa-Francorchamps situé près de Spa en Belgique le 30 août 1992, est la trente-neuvième édition du Grand Prix, le 528e épreuve du championnat du monde de Formule 1 couru depuis 1950 et la douzième manche du championnat 1992.

## Classement
| Pos. | No | Pilote               | Écurie               | Tours | Temps/Abandon                      | Grille | Points |
| ---- | -- | -------------------- | -------------------- | ----- | ---------------------------------- | ------ | ------ |
| 1    | 19 | Michael Schumacher   | Benetton-Ford        | 44    | 1 h 36 min 10 s 721 (191,429 km/h) | 3      | 10     |
| 2    | 5  | Nigel Mansell        | Williams-Renault     | 44    | + 36 s 595                         | 1      | 6      |
| 3    | 6  | Riccardo Patrese     | Williams-Renault     | 44    | + 43 s 897                         | 4      | 4      |
| 4    | 20 | Martin Brundle       | Benetton-Ford        | 44    | + 46 s 059                         | 9      | 3      |
| 5    | 1  | Ayrton Senna         | McLaren-Honda        | 44    | + 1 min 08 s 369                   | 2      | 2      |
| 6    | 11 | Mika Häkkinen        | Lotus-Ford           | 44    | + 1 min 10 s 030                   | 8      | 1      |
| 7    | 21 | Jyrki Järvilehto     | BMS Dallara-Ferrari  | 44    | + 1 min 38 s 002                   | 16     |        |
| 8    | 4  | Andrea De Cesaris    | Tyrrell-Ilmor        | 43    | + 1 tour                           | 13     |        |
| 9    | 10 | Aguri Suzuki         | Footwork-Mugen-Honda | 43    | + 1 tour                           | 25     |        |
| 10   | 14 | Eric van de Poele    | Fondmetal-Ford       | 43    | + 1 tour                           | 15     |        |
| 11   | 16 | Karl Wendlinger      | March-Ilmor          | 43    | + 1 tour                           | 18     |        |
| 12   | 17 | Emanuele Naspetti    | March-Ilmor          | 43    | + 1 tour                           | 21     |        |
| 13   | 12 | Johnny Herbert       | Lotus-Ford           | 42    | Moteur                             | 10     |        |
| 14   | 33 | Mauricio Gugelmin    | Jordan-Yamaha        | 42    | + 2 tours                          | 24     |        |
| 15   | 32 | Stefano Modena       | Jordan-Yamaha        | 42    | + 2 tours                          | 17     |        |
| 16   | 24 | Gianni Morbidelli    | Minardi-Lamborghini  | 42    | + 2 tours                          | 23     |        |
| 17   | 30 | Ukyo Katayama        | Venturi-Lamborghini  | 42    | + 2 tours                          | 26     |        |
| 18   | 29 | Bertrand Gachot      | Venturi-Lamborghini  | 40    | Sortie de piste                    | 20     |        |
| Abd. | 25 | Thierry Boutsen      | Ligier-Renault       | 27    | Accident                           | 7      |        |
| Abd. | 28 | Ivan Capelli         | Ferrari              | 25    | Moteur                             | 12     |        |
| Abd. | 15 | Gabriele Tarquini    | Fondmetal-Ford       | 25    | Moteur                             | 11     |        |
| Abd. | 9  | Michele Alboreto     | Footwork-Mugen-Honda | 20    | Boîte de vitesses                  | 14     |        |
| Abd. | 27 | Jean Alesi           | Ferrari              | 7     | Sortie de piste                    | 5      |        |
| Abd. | 3  | Olivier Grouillard   | Tyrrell-Ilmor        | 1     | Accident                           | 22     |        |
| Abd. | 22 | Pierluigi Martini    | BMS Dallara-Ferrari  | 0     | Sortie de piste                    | 19     |        |
| Abd. | 2  | Gerhard Berger       | McLaren-Honda        | 0     | Transmission                       | 6      |        |
| Nq.  | 23 | Christian Fittipaldi | Minardi-Lamborghini  |       | Non qualifié                       |        |        |
| Nq.  | 34 | Roberto Moreno       | Andrea Moda-Judd     |       | Non qualifié                       |        |        |
| Nq.  | 35 | Perry McCarthy       | Andrea Moda-Judd     |       | Non qualifié                       |        |        |
| Nq.  | 26 | Érik Comas           | Ligier-Renault       |       | Non qualifié                       |        |        |

## Pole position et record du tour
- Pole position : Nigel Mansell en 1 min 50 s 545 (vitesse moyenne : 227,115 km/h).
- Meilleur tour en course : Michael Schumacher en 1 min 53 s 791 au 39e tour (vitesse moyenne : 220,636 km/h).

## Tours en tête
- Ayrton Senna : 5 (1 /7-10)
- Nigel Mansell : 25 (2-3 / 11-33)
- Riccardo Patrese : 3 (4-6)
- Michael Schumacher : 11 (34-44)

## Statistiques
- 1re victoire pour Michael Schumacher.
- 6e victoire pour Benetton en tant que constructeur.
- 160e victoire pour Ford-Cosworth en tant que motoriste.
- 1er record du tour de Michael Schumacher.
- À l'issue de cette course, l'écurie Williams est championne du monde des constructeurs.
- Érik Comas se blesse lors des essais libres du vendredi matin après avoir été frappé par une roue. Il est forfait pour le reste du week-end.
- 1er Grand Prix pour Emanuele Naspetti qui remplace Paul Belmondo.
- Dernier Grand Prix pour Perry McCarthy (non qualifié).
- Dernier Grand Prix pour Andrea Moda (non qualifié).